# 津村ゆり子
津村 ゆり子（つむら ゆりこ、1995年11月1日 - ）は、日本の元女子バスケットボール選手である。埼玉県出身。ポジションはガードフォワード。ニックネームは「シュン」。

## 人物
昌平高校から東京医療保健大学(医療情報学科)に進み、4年時にはユニバーシアード日本代表に選ばれ銀メダル獲得、インカレでも優勝し大会MVP獲得。
2018年1月、アーリーエントリーとして東京羽田ヴィッキーズ加入。
2025年引退。

## 経歴
- 昌平高 - 東京医療保健大 - 東京羽田ヴィッキーズ（アーリーエントリー・2018〜2025）

## 代表歴
- 2017ユニバーシアード